# 三枝信子
三枝 信子（さいぐさ のぶこ）は、日本の環境学者。国立研究開発法人国立環境研究所地球システム領域長、日本学術会議副会長。博士（理学）。

## 人物・経歴
埼玉県出身。気象学を専攻していたが、国家公務員試験に落ちて東北大学大学院に進学後、1992年日本学術振興会特別研究員。1993年東北大学大学院理学研究科地球物理学専攻博士課程修了、博士（理学）。同年筑波大学生物科学系助手。1996年通商産業省資源環境技術総合研究所研究員。1998年通商産業省資源環境技術総合研究所研究所主任研究員。2001年産業技術総合研究所主任研究員。2008年国立環境研究所地球環境研究センター陸域モニタリング推進室長。2013年国立環境研究所地球環境研究センター副センター長。2018年国立環境研究所地球環境研究センターセンター長。2020年日本学術会議会員。2021年国立環境研究所地球システム領域領域長。2023年日本学術会議副会長（組織運営及び科学者間の連携担当）。専門は地球惑星科学、環境学。

## 著作
- 『森林と地球環境変動』（柴田英昭と共編）共立出版 2019年
- 『森林と水』（柴田英昭, 高梨聡と共編）共立出版 2022年

## 受賞
- 2009年 日本気象学会堀内賞[2]
- 2012年 世界気象機関 The Norbert Gerbier-MUMM International Award 2012[2]
- 2014年 日本農業気象学会普及賞[2]
- 2020年 国立環境研究所 NIES賞[2]
- 2021年 国立環境研究所 NIES賞[2]